# Pediatric Allergy and Immunology
Pediatric Allergy and Immunology  (PAI) es una revista médica revisada por pares que cubre la inmunología y la alergia en relación con la pediatría. Fue establecida en 1990 y es publicada ocho veces al año por John Wiley & Sons. Es el diario oficial de la Academia Europea de Alergia e Inmunología Clínica . El editor en jefe es Philippe Eigenmann. Según SCI journal , la revista tiene un factor de impacto de 6,377 en 2020, lo que la ubica en el sexto lugar entre 28 revistas en la categoría "Alergia".

## Métricas de revista
2022
- Web of Science Group : 1.349
- Índice h de Google Scholar: 24
- Scopus: 0.74